# Virgin Unite
Virgin Unite is de naam die gebruikt wordt in publicaties voor The Virgin Foundation, de charitatieve instelling van de Virgin Group van Richard Branson.
Deze instelling was voor het eerst ingeschreven in 1987 in het Verenigd Koninkrijk onder de voormalige namen The Virgin Healthcare Foundation en The Healthcare Foundation.
De Virgin Unite campagne is begonnen in 2004. Branson en het bedrijf Virgin steunen de kosten voor de campagne zo dat alle bijdragen gebruikt worden voor het charitatieve werk.
Virgin Unite wordt als voorbeeld aangedragen van een organisatie opgericht door filantropische entrepreneurs, waar jonge miljardairs hun verworven rijkdom door kapitalisme voor charitatieve doeleinden gebruiken.